# Joram Lürsen
Pour les articles homonymes, voir Lürsen.
 (octobre 2018).
Si vous disposez d'ouvrages ou d'articles de référence ou si vous connaissez des sites web de qualité traitant du thème abordé ici, merci de compléter l'article en donnant les références utiles à sa vérifiabilité et en les liant à la section « Notes et références ».
Joram Lürsen, né le 11 août 1963 à Amstelveen, est un réalisateur et producteur de film néerlandais.

## Vie privée
Il a été marié avec la réalisatrice Antoinette Beumer, de cette union naît deux enfants. C'est le frère de l'acteur Ruben Lürsen.

## Filmographie

### Cinéma
- 1997 : Mijn Franse tante Gazeuse (nl)[2]
- 2004 : In Oranje (nl)
- 2007 : Love is all[3]
- 2010 : The Magicians[4]
- 2011 : Alfie le petit loup-garou[5]
- 2012 : Family Way (en)[6]
- 2014 : Bloedlink (nl)[7]
- 2015 : Public Works (nl)[8]
- 2017 : Het Verlangen (nl)
- 2018 : Le Banquier de la Résistance

### Téléfilms
- 1993 : Flodder
- 1995 : Achter het scherm (nl)
- 1998 : Stroop
- 1998 : Otje (nl)
- 1999 : Blauw blauw (nl)
- 1999 : Baantjer
- 2000-2001 : All Stars (nl)
- 2005-2009 : Vuurzee (nl)
- 2009 : Coach (nl)[9]
- 2009-2011 : 't Schaep met de 5 pooten (nl)
- 2012-2016 : Moordvrouw
- 2013 : Volgens Robert (nl)